# Makalu (Sankhuwasabha)
Makalu – gaun wikas samiti we wschodniej części Nepalu w strefie Kośi w dystrykcie Sankhuwasabha. Według nepalskiego spisu powszechnego z 2001 roku liczył on 768 gospodarstw domowych i 3768 mieszkańców (1852 kobiet i 1916 mężczyzn).